# Hydroxid sodný
Hydroxid sodný (NaOH) je silně zásaditá anorganická sloučenina. Zastaralé triviální názvy této látky jsou natron nebo louh sodný. V potravinářství je označován kódem E 524. V čistém stavu je to pevná bílá látka ve formě malých perliček, peciček, lístečků nebo granulí, silně hygroskopická a pohlcující oxid uhličitý ze vzduchu, čímž vzniká uhličitan sodný; proto musí být uchovávána v hermeticky uzavřených obalech.

## Příprava
Hydroxid sodný (NaOH) vzniká bouřlivou exotermní reakcí kovového sodíku s vodou za vzniku plynného vodíku; za přítomnosti vzdušného kyslíku vytvářející se vodík vzplane
2 Na + 2 H2O → 2 NaOH + H2.
Vzniká také rozpouštěním oxidu sodného ve vodě
Na2O + H2O → 2 NaOH.
V roztoku se také uvolňuje ze solí velmi slabých kyselin; příkladem může být hydrolýza alkoholátů sodných, např. ethoxidu (ethanolátu) sodného
CH3CH2ONa + H2O → CH3CH2OH + NaOH.
Vzniká také v katodovém prostoru při elektrolýze vodných roztoků sodných solí, především chloridu sodného
2 Na+ + 2 H2O + 2 e− → H2 + 2 NaOH.

## Průmyslová výroba

### Kaustifikační proces
Dříve se hydroxid sodný vyráběl tzv. kaustifikačním procesem z vodného roztoku uhličitanu sodného (sody) působením mírného nadbytku hydroxidu vápenatého, přidávaného ve formě suspenze hašeného vápna (vápenného mléka)
Na2CO3 + Ca(OH)2 → 2 NaOH + CaCO3.
Vznikající velmi málo rozpustný uhličitan vápenatý se oddělil sedimentací, případně následnou filtrací a odpařením vody ze zbývajícího roztoku se získal surový hydroxid sodný. Ten se většinou dále čistil rozpuštěním v ethanolu.

### Elektrolytická výroba
V současné době se veškerý hydroxid sodný vyrábí elektrolytickým rozkladem roztoku chloridu sodného (solanky), přičemž vedlejším produktem elektrolýzy je plynný chlor (tzv. chlor-alkalický proces). Finálním produktem průmyslové prvovýroby hydroxidu sodného je jeho 50% vodný roztok. Pouze menší část se odvodňuje a zpracovává do formy peciček, granulí nebo lístků, zejména pro použití v chemických laboratořích, v chemické malovýrobě a ve farmaceutickém průmyslu.
Elektrolytická výroba používá tří různých metod, kterými se zabraňuje zpětné reakci chlóru s vzniklým hydroxidem.

#### Amalgamová metoda
Při amalgamové metodě se používá Castner-Kellnerův elektrolyzér (vynalezený v roce 1892), kde jako katoda slouží kovová rtuť. Na ní proběhne redukce sodných iontů na elementární sodík
Na+ + e− → Na,
který se ve rtuti rozpustí za vzniku kapalného amalgámu. Tím se zabrání okamžité reakci kovového sodíku s vodou na hydroxid sodný; tento rozklad probíhá následně v oddělené reakční prostoře nazývané rozkladač, kam se kapalný amalgam přečerpává. Rtuť zbavená sodíku v rozkladači se pak vrací do elektrolyzéru. Tento postup užívali dva největší čeští výrobci hydroxidu sodného, Spolana, a. s., Neratovice a Spolek pro chemickou a hutní výrobu, a. s., Ústí nad Labem a také více než polovina výrobců chlóru a hydroxidu sodného v Evropské unii. Nevýhodou tohoto postupu je potřeba velmi čisté suroviny, relativně vysoký rozkladný potenciál (a tedy i vyšší nároky na elektrickou energii) a použití toxické rtuti. V zemích Evropské unie se tato metoda již nepoužívá.

#### Diafragmová metoda
Při tzv. diafragmové metodě (z roku 1885), jsou v Griesheimově článku anodový a katodový prostor vzájemně odděleny polopropustnou stěnou, která sice dovolí putovat v elektrostatickém poli malým iontům Na+ a molekulám vody, ale zabrání prostupu molekul vznikajícího chlóru Cl2. Do prostoru anody se kontinuálně přivádí roztok (solanka). Na anodě ionty chloru odevzdávají elektron a mění se na atomární chlor a následně na molekulární chlór, tedy
2 Cl− - 2 e− → 2 Cl → Cl2,
zatímco na katodě se redukují přibráním elektronu oxoniové kationty na vodík a vodu
2 H3O+ + 2 e− → 2 H2O + 2 H → 2 H2O + H2.
V katodovém prostoru se hromadí sodné kationty Na+ a jejich kladný náboj je kompenzován růstem koncentrace záporných hydroxylových aniontů OH−, čímž zde efektivně vzniká hydroxid sodný. Odpouštěný roztok obsahuje vedle sebe zbytky rozpuštěného chloridu sodného a vzniklého hydroxidu sodného, které je nutno následně oddělit. Diafragma (polopropustná stěna) je většinou zhotovována z azbestu, který je však ekologicky nevhodný a proto se hledají a zkoušejí jeho jiné náhrady. Nicméně tímto postupem se produkuje asi 75 % hydroxidu sodného v USA. V Evropské unii je podíl této metody asi 10 %.

#### Membránová metoda
Nejmodernější a v současnosti nejpoužívanější metodou zavedenou kolem roku 1970, je tzv. membránová metoda, která je modifikací předchozího postupu. Anodový a katodový prostor jsou odděleny ionexovou membránou, která umožňuje přestup pouze kationtům H3O+ a Na+. Do prostoru anody se kontinuálně přidává nasycená solanka a odčerpává se ochuzená; naopak do prostoru katody se čerpá zředěný, cca 30% roztok hydroxidu sodného a odčerpává se roztok hydroxidu sodného o koncentraci 32,5 %. Tato metoda je energeticky méně náročná než předchozí a dosahuje vysoké čistoty produktu. Vyžaduje však použití solanky velmi vysoké čistoty (obsah nečistot v řádu jednotek až setin ppm).
V Evropské unii tuto metodu používá asi 85 % výrobních závodů, v Japonsku 90 %. Tato metoda je od roku 2017 zavedena také v ústecké Spolchemii. Tamější provoz je první kompaktní kombinovanou elektrolýzou (produkce hydroxidu sodného a draselného integrované v jedné výrobně) v Evropě i Asii.

## Vlastnosti
Ve vodném roztoku jsou „molekuly“ hydroxidu sodného plně disociovány na sodné ionty a hydroxidové anionty. Vzhledem k tomu je velmi silnou zásadou. Vodný roztok hydroxidu sodného (min. 49%) je bezbarvá čirá viskózní kapalina, která při teplotě pod 10 °C krystalizuje. Bezvodý NaOH je bílá krystalická nebo amorfní látka. Dobře se rozpouští v ethanolu, methanolu a ve vodě, je nerozpustný v diethyletheru. Při rozpouštění se uvolňuje značné množství tepla.
V pevném stavu je vysoce hygroskopický, takže ponechán na vzduchu se velice brzy rozteče na velmi koncentrovaný roztok. Reaguje i s oxidem uhličitým za vzniku uhličitanu sodného
2 NaOH + CO2 → Na2CO3 + H2O
(tato vlastnost bývala využívána ve starších filtroventilačních jednotkách a systémech s uzavřeným koloběhem vzduchu k zachycování oxidu uhličitého; nevýhodou bylo spékání absorpčního činidla, takže dnes je např. při aplikacích v pilotované kosmonautice nahrazován hydroxidem lithným). Podobně reaguje i s jinými plynnými oxidy, např. oxid siřičitý váže jako siřičitan sodný
2 NaOH + SO2 → Na2SO3 + H2O

což může být využito k odstraňování tohoto jedovatého plynu z ovzduší. S oxidem křemičitým reaguje za vzniku rozpustného ortokřemičitanu sodného
4 NaOH + SiO2 → Na4SiO4 + 2 H2O.
Protože sklo obsahuje značný podíl oxidu křemičitého, dlouhým působením koncentrovaného roztoku hydroxidu sodného jeho povrch matní. Zejména závažné je působení NaOH na skleněné laboratorní aparatury, u kterých může dojít k „zamrznutí“ (někdy také uváděn termín „zakousnutí“) skleněných kohoutů, či zabroušených spojů nebo i skleněných zátek u zásobních lahví s roztokem hydroxidu.
S kyselinami tvoří reakcí nazývanou neutralizace soli, např. s chlorovodíkovou (solnou) vzniká chlorid sodný a voda
NaOH + HCl → NaCl + H2O.
S vícesytnými kyselinami tvoří podle množství normální nebo kyselé soli (hydrogensoli), např. s kyselinou sírovou vytváří nejprve hydrogensíran sodný
NaOH + H2SO4 → NaHSO4 + H2O
a po dalším přidání hydroxidu síran sodný
NaOH + NaHSO4 → Na2SO4 + H2O
Podobně reaguje i s organickými (karboxylovými) kyselinami, např. s kyselinou octovou vytváří octan sodný
NaOH + CH3COOH → CH3COONa + H2O
(tuto neutralizační reakci lze použít jako nouzovou dekontaminaci pokožky, zasažené roztokem NaOH). Dokonce tvoří soli i s tak slabými organickými kyselinami, jako jsou fenoly, např. s fenolem dává fenolát sodný
NaOH + C6H5-OH → C6H5-ONa + H2O.
Železo, měď a většinu ušlechtilých kovů hydroxid sodný nerozpouští, zato s amfoterními kovy reaguje za vývinu vodíku a tvorby solí. Např. kovový hliník se v koncentrovaném roztoku NaOH rozpouští za vzniku hlinitanu sodného
2 Al + 6 NaOH → 3 H2 + 2 Na3AlO3.
Podobně reaguje se zinkem za vzniku zinečnatanu sodného
Zn + 2 NaOH → H2 + Na2ZnO2.
Obě uvedené soli lze získat i působením nadbytku hydroxidu sodného na jiné soli těchto kovů, např.
ZnCl2 + 4 NaOH → 2 NaCl + Na2ZnO2.
Hydroxid sodný reaguje i s některými nekovy. Např. s fosforem dává fosfornan sodný
2 P + 2 NaOH + 2 H2O → 2 NaH2PO2 + H2,
s křemíkem ortokřemičitan sodný
Si + 4 NaOH → Na4SiO4 + 2 H2.
Průmyslově důležitou reakcí je působení hydroxidu sodného na estery organických kyselin, při nichž se tyto organické sloučeniny štěpí na alkoholy a volné kyseliny, které se okamžitě mění na jejich sodné soli. Tento proces se nazývá zmýdelňování. Např. působením vodného roztoku NaOH na ethylacetát získáme ethanol a octan sodný
CH3CO–O–CH2CH3 + NaOH → CH3COONa + CH3CH2OH.
Zmýdelňování esterů vyšších mastných kyselin neboli tuků a olejů je chemickou podstatou výroby mýdla a glycerolu.
Působením na soli jiných kovů dochází k výměně iontů těchto kovů za sodík a k tvorbě hydroxidů. Např. působením NaOH na síran hlinitý získáme hydroxid hlinitý
6 NaOH + Al2(SO4)3 → 3 Na2SO4 + 2 Al(OH)3,
používaný ve vodárenství k čeření vody.

## Použití
Hydroxid sodný má velice široké použití v chemickém průmyslu (výroba mýdel a dalších povrchově aktivních látek, příprava dalších sloučenin sodíku, jako reakční složka při organických a anorganických syntézách), v textilním průmyslu, v průmyslu celulózy a papíru, v hutnictví a hliníkárenství, ve vodárenství při úpravách pitné vody. V potravinářském průmyslu se užívá při zpracování tuků a olejů, ale také jako dezinfekční činidlo pro vymývání strojů. V domácnostech se dá užít při čištění odpadních potrubí a při praní.
V chemických laboratořích se používá kalibrovaný roztok hydroxidu sodného jako titrační činidlo při kvantitativním stanovování obsahu kyselin ve vzorcích.

## Fyziologické působení
Hydroxid sodný silně leptá veškeré tkáně v organismu. Zmýdelňuje tuky, koaguluje bílkoviny, odnímá z tkání vodu. Při požití způsobuje zejména poleptání jícnu (nikoli žaludku jako u kyselin; při větších požitých množstvích však může být vážně poleptán i žaludek a tenké střevo), s rizikem nekrózy, žilní trombózy nebo až perforace jícnu. Častá jsou pozdější zúžení jícnu, komplikující polykání potravy. Mohou se vyskytnout i pozdní následky (po řadě let od poleptání) v podobě rakoviny jícnu, a to v 0,8 až 4 % případů. Velmi vážné následky způsobuje hydroxid sodný při zasažení očí, rychle proniká do rohovky a přední oční komory, i přes zdánlivě malé časné příznaky může způsobit slepotu.

## Bezpečnost
Hydroxid sodný není sice hořlavý ani výbušný, ale je to velmi silná žíravina a zdraví škodlivá látka. Při poleptání okamžitě omývejte napadené místo pokožky proudem studené vody a následně neutralizujte poleptané místo slabou kyselinou (zředěný ocet nebo kyselina citronová). Při zasažení očí se nesmí nikdy neutralizovat, pouze neustále vymývat vodou. Pokud se jedná o poleptání většího rozsahu, zasažení očí či přetrvávající zdravotní potíže, navštivte ihned lékaře.